# Cantonul Villaines-la-Juhel
Cantonul Villaines-la-Juhel este un canton din arondismentul Mayenne, departamentul Mayenne, regiunea Pays de la Loire, Franța.

## Comune
| Comune                    | Populație (1999) | Cod poștal | Cod INSEE |
| ------------------------- | ---------------- | ---------- | --------- |
| Averton                   | ...              | 53700      | 53013     |
| Courcité                  | ...              | 53700      | 53083     |
| Crennes-sur-Fraubée       | ...              | 53700      | 53085     |
| Gesvres                   | ...              | 53370      | 53106     |
| Loupfougères              | ...              | 53700      | 53139     |
| Saint-Aubin-du-Désert     | ...              | 53700      | 53198     |
| Saint-Germain-de-Coulamer | ...              | 53700      | 53223     |
| Saint-Mars-du-Désert      | ...              | 53700      | 53236     |
| Villaines-la-Juhel        | ...              | 53700      | 53271     |
| Villepail                 | ...              | 53250      | 53272     |